# Бакэ-дзори

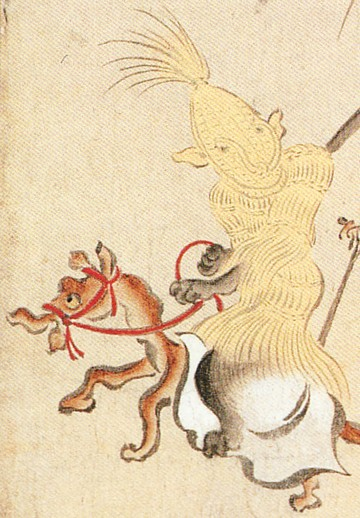
Бакэ-дзори (рисунок Тосы Мицуноби, XVI век)

Бакэ-дзори (яп. 化け草履 бакэдзо:ри) — цукумогами в японском фольклоре. В это существо превращается традиционная японская соломенная сандалия дзори по достижении столетнего возраста (обычно кем-то забытая в кладовке), если хозяева плохо заботятся о своей обуви. Бакэ-дзори бродит ночами по дому и напевает слова: «Карарин, корорин, канкорорин! Глаза три, глаза три, зуба два!» (яп. カラリン、コロリン、カンコロリン、まなぐ三つに歯二ん枚) Песенка, вероятно, служит напоминанием о другой японской обуви — деревянных сандалиях гэта, которые действительно издают подобные звуки при ходьбе по полу, а также имеют три глазка (отверстия, просверлённые для ремней) и два зуба (деревянные бруски на платформе подошвы).